# Јелена Гајшек
Јелена Гајшек (Београд, 17. април 1974) српска је новинарка, водитељка, и ауторка ТВ емисије лајфстајл магазина Стил. Део је тима Студија Б од 1997. године.

## Биографија

### Образовање
Јелена Гајшек је рођена 17. априла 1974. године у Београду. Завршила је Пету београдску гимназију, а потом Факултет политичких наука, одсек журналистика. Као један од укупно десет стипендиста ФПН-а, Irex-a и BBC-а специјализирала је новинарство у електронским медијима, са иностраним професорима на енглеском језику и тиме стекла међународну новинарску диплому. Магистарске студије завршила је на ФПН-у, на смеру теорија културе, а тема њене тезе Феномен моде у медијима чини је јединим новинаром-модним магистром у земљи. Тема њене докторске дисертације такође су медији, а њен истраживачки рад обрађује тему транспоновања електронских садржаја у књижевну форму.

### Искуство
Прве новинарске кораке начинила је у писаним медијима, у којима се две године бавила модним темама. Радила је прво у Блицу, а потом и у Дневном телеграфу, где јој је уредник био Славко Ћурувија. Уређивала је модне садржаје бројних часописа, међу којима су Јефимија, Европљанин и ДТ магазин.
Јелена је 1997. године прешла на Студио Б, где је почела да ради емисију Стил, коју је започела још током студија.
Упоредо с модном емисијом, на почетку своје каријере радила је и у спољнополитичкој редакцији телевизије Студија Б, а током бомбардовања и као директни преводилац иностраног програма.
Јелена Гајшек добитница је међународне награде за регионални развој моде и награде за допринос култури Србије. Сваке године од настанка емисије стручни жири и јавност проглашавали су је једном од три најбоља модна аутора у земљи. Поред тога, добитница је УЛУПУДС-ове награде за допринос култури Србије.
Удата је за Александра Гајшека и мајка троје деце.